# ویزی‌ویم (الگوی ویرایش سند)

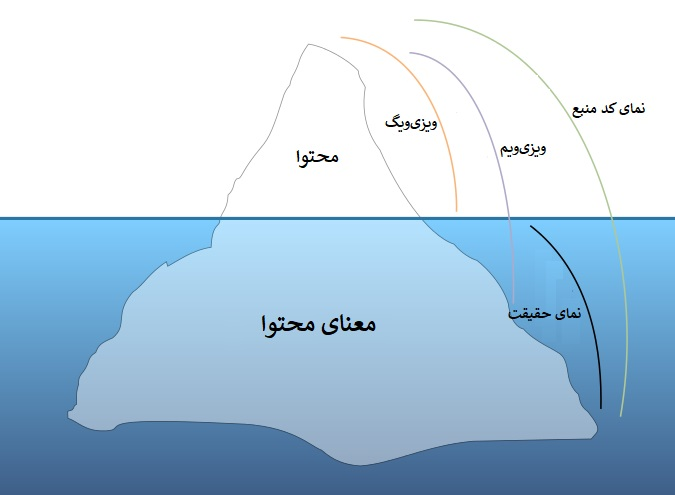
دیدگاه‌های مختلف نگارش محتوا.

در علم رایانش، ویزی‌ویم (به انگلیسی: WYSIWYM) یک الگو برای ویرایش یک سند ساخت‌یافته است. ویزی‌ویم یک پیوست کمک کننده به الگوی ویزی‌ویگ می‌باشد. ویزی‌ویم کوته‌نوشت عبارت (What You See Is What You Mean) است که به معنی «آنچه می‌نگری همان قصد و منظور شما است» می‌باشد. WYSIWYM به صورت «ویزی‌ویم» ‎/ˈwɪziwɪm/‎ تلفظ می‌شود.

## تفاوت ویزی‌ویگ با ویزی‌ویم
الگوی ویزی‌ویگ کوته‌نوشت عبارت "What You See Is What You Get" (آنچه می‌نگری همان است که به دست می‌آوری) است. در روش ویزی‌ویگ نتیجه نهایی یک سند قالب بندی شده را به حالتی که روی صفحه یا چاپ به نظر می‌رسد، نمایش می‌دهد، و کدهای توصیف کننده‌ای که زیر آن وجود دارند، نمایش نمی‌یابند.
در یک ویرایش ویزی‌ویم، کاربر محتوا را به صورت ساخت یافته می‌نویسد، و محتوا را بر اساس «مقصود و معنای» آن، و «اهمیت آن در سند» نشانه گذاری می‌کند، و فقط همین کار انجام می‌شود، کاربر نمایش نهایی سند را به یک یا بیشتر «برگه سبک نگارش» مجزا محول می‌کند. به صورت اساسی هدف آن است، که «محتوا» هایی که منتقل می‌شوند، به دقت نمایش یابند، و نه قالب بندی‌هایی که با آن محتوا مرتبط می‌باشند.

### مثال
برای مثال، در یک سند ویزی‌ویم، کاربر می‌تواند متن را به صورت «عنوان سند»، یا «نام یک بخش»، «زیرنویس مرتبط با شکل»، یا «نام نویسنده»، نشانه گذاری کند. این کار می‌تواند به یک عنصر مثل سرآنید بخش، اجازه دهد تا در یک برگه سبک نگارش به صورت متن بزرگ و بولد ارائه شود، یا در برگه سبک نگارش دیگر قرمز و وسط باشد، و هیچ نیازی به مداخله‌های دستی بیشتر نیست. این کار نیاز دارد تا در مورد ساختار معنایی سند قبل از نوشتن آن تصمیم‌گیری شود. ویرایش‌گر نیاز به سیستمی دارد تا محتوای ساخت‌یافته را «صادر نماید»، تا در نهایت، قالب بندی نهایی سند را به صورتی تولید کند، که از ساختار اشاره شده پیروی می‌کند.
مزیت اصلی این سیستم، مجزا سازی کامل نمایش و محتوا می‌باشد: کاربران می‌توانند سند را یک بار بنویسند و ساختار دهی کنند، نه آنکه به صورت تکراری بین دو حالت نمایش تغییر حالت دهند- این دیدگاه هزینهٔ تعویض خاص خودش را دارد. به دلیل آنکه ارائهٔ قالب بندی به سیستم صادر کننده محول شده‌است، امکان آنکه سازگاری در طراحی به دست آید، ساده‌سازی می‌شود.

## سند پردازها و ویزی‌ویم
برخلاف یک سند غیر ساخت‌یافته و با نمایش ثابت، یک سند پرداز و نه یک واژه پرداز باید برای WYSIWIM استفاده شود. اولین سند پردازی که خودش را بر اساس WYSIWYM بیان کرد، سند پرداز LyX بود، اگر چه مفاهیم مشابهی به سیستم‌های انتشار قدیمی تر مثل LaTeX یا TPS برسد (که در آزمایش‌های پیشگام در Xerox PARC مدل‌سازی شده بودند) و احتمالاً مردمی‌ترین آنها FrameMaker می‌باشد.
برای مثال، در FrameMaker، یک سند توسط دو نماهای صفحه نوشته شود (یعنی نمایش یابند و ویرایش شوند)، (۱) در «بنده صفحه» که تگ‌های سبک نگارش (که «قالب» نام دارد)، و محتواهای سند موجود است (۲) ساختار و نمایش در «صفحه مدیر (master page)» تعریف شده‌اند. برای انواع مختلف کاربردها چندین نوع از این اسناد می‌توانند به هم متصل گردند، و به صورت شرطی برنامه‌نویسی شوند. این عناصر می‌توانند به تگ‌های متناظر صادر گردند، در یک زبان نشانه‌گذاری (مثل XML/HTML/CSS و PDF)، همه یا بخشی از عملکرد خودشان را حفظ می‌کند، یا می‌توانند به صورت مستقیم برای نمایش نهایی در PostScript ارائه گردند.

## در محیط‌های وب
فروشندگان اصلی نرم‌افزار، ویژگی‌های ساخت صفحه وب را به محصولات WYSIWYG خودشان یکپارچه سازی کرده‌اند، تا کاربرد پذیری خودشان را افزایش دهند. کاربران می‌توانند صفحات وب HTML را در واژه پردازها، بدون هیچ اطلاعی از HTML بسازند، اما تقریباً همهٔ نویسندگان IDE یا نشانه گذاری‌های دستی وب، تحلیل‌های خودکار این ابزارها برای قالب‌های منبع، به ندرت تمایز بین محتوای HTML و نمایش آن را از طریق واسطه‌هایی مثل CSS در مدت خروجی دهی را در نظر می‌گیرند.
این مولدهای HTML با نمایش ثابت، مورد انتقاد قرار دارند، دلیل اصلی این انتقاد، بادشکمی بودن و کیفیت پایین کد آنها می‌باشد، و صداهایی برای دفاع کردن از تغییرات به سمت مدل WYSIWYM شنیده می‌شود.
یک مثال از ویرایش‌گر صفحه وب WYSIWYM، ویرایشگر WYMeditor است. در این ویرایشگر، ساختار سند به وسیله ویژگی‌های کلاس عناصر HTML تعریف می‌شود. این کلاس‌ها امکان می‌دهند تا نمای نهایی سند اعمال گردد. اگرچه WYMeditor از یک مدل WYSIWYM پیروی می‌کند، قالب سند همیشه HTML می‌باشد، بنابراین ساختارهای جدیدی که باید تعریف گردند، به کلاس‌های جدید محدود می‌شوند، و سند نهایی همیشه با اعمال عناصر دیداری به این کلاس‌ها ساخته می‌شوند.
دیگر سیستم‌های مدیریت محتوا در جهت ایجاد واسط‌های WYSIWYM برای کاربرانی که محتوا را وبرایش می‌کنند، پیش می‌روند. Tiki Wiki CMS/Groupware با ورژن ۷٫۰ یکی از آنها می‌باشد، که در آن از نرم‌افزار ویرایش آینه‌کد داخل مرورگری استفاده می‌شود. همچنین Doctor.js یک ویرایشگر XML متن باز است که از واسط WYSIWYM استفاده می‌کند.